# Drassodes saganus
Drassodes saganus är en spindelart som beskrevs av Embrik Strand 1918. Drassodes saganus ingår i släktet Drassodes och familjen plattbuksspindlar. Inga underarter finns listade i Catalogue of Life.